# Ярунь (Удмуртия)
Ярунь — деревня в Кезском районе Удмуртской республики.

## География
Находится в северо-восточной части Удмуртии на расстоянии приблизительно 20 км на северо-запад по прямой от районного центра поселка Кез.

## История
Известна с 1891 года как починок Ярунинский. В 1905 году здесь было 23 двора, в 1920 (Ярунь) 20 (17 удмуртских и 3 русских), в 1924 −16. Деревня с 1925 года. До 2021 года входила в состав Большеолыпского сельского поселения.

## Население
Постоянное население составляло 140 человек (1905), 92 (1924), 10 человек в 2002 году (удмурты 100 %), 8 в 2012.